# Goodbye Lover
Pour plus de détails, voir Fiche technique et Distribution.
Goodbye Lover ou Au revoir, mon amour au Québec est un film américain réalisé par Roland Joffé et sorti en 1998.
Il est présenté en sélection officielle hors compétition au festival de Cannes 1998.

## Synopsis
Sandra, jeune agent immobilier en pleine ascension, a toutes les chances de réussir. Néanmoins, son mari Jake est alcoolique. Ce dernier ne doit son poste dans une agence de publicité qu'à la protection de son frère, qui la dirige. Afin de sauver leur couple et de mener une existence agréable, Sandra se lance dans une diabolique machination. Elle n'hésitera pas à faire tout ce qui est en son pouvoir pour y arriver. Elle avait tout prévu, sauf l'imprévisible !

## Fiche technique
Sauf indication contraire, les informations mentionnées dans cette section peuvent être confirmées par la base de données cinématographiques IMDb,  présente dans la section « Liens externes ».
- Titre original et français : Goodbye Lover
- Titre québécois : Au revoir, mon amour
- Réalisation : Roland Joffé
- Scénario : Ron Peer, Joel Cohen et Alec Sokolow
- Musique : John Ottman
- Photographie : Dante Spinotti
- Montage : William Steinkamp
- Production : Chris Daniel, Patrick Mc Darrah, Alexandra Milchan et Joel Roodman
- Sociétés de production : Regency Enterprises, Gotham Entertainment Group et Lightmotive
- Société de distribution : Warner Bros.
- Pays de production :  États-Unis
- Langue originale : anglais
- Format : Couleur - 35 mm - 2.35:1 - son Dolby Digital / DTS / SDDS
- Genre : comédie policière, thriller
- Durée : 97 minutes
- Dates de sortie[2] :
  - France : 1er mai 1998 (festival de Cannes)
  - États-Unis : 16 avril 1999
  - France : 26 mai 1999
- Classification[3] :
  - États-Unis : R - Restricted
  - France : tous publics

## Distribution
- Patricia Arquette (VF : Véronique Volta) : Sandra Dunmore
- Dermot Mulroney (VF : Olivier Cuvellier) : Jake Dunmore
- Ellen DeGeneres (VF : Marie-Laure Beneston) : le sergent Rita Pompano
- Don Johnson (VF : Bernard Lanneau) : Ben Dunmore
- Mary-Louise Parker (VF : Julie Dumas) : Peggy Blane
- Alex Rocco (VF : Chris Benard) : l'inspecteur Crowley
- Vincent Gallo (VF : Marc Alfos) : Mike
- John Neville (VF : Vincent Grass) : Bradley
- JoNell Kennedy (en) (VF : Annie Milon) : Evelyn
- Rob LaBelle (it) (VF : Daniel Lafourcade) : le prêtre de la chapelle

## Production
Le tournage a lieu d'octobre à décembre 1996. Il se déroule en Californie : Los Angeles, Beverly Hills et Santa Clarita.